# Палац Стадницьких (Стара Синява)
В 1543 король Сигізмунд I дозволив белзькому воєводі Миколі Сенявському, на полі званим Сенявським близько р. Ікви в Летичівському повіті заложити місто і зберегти стару назву.
Палац в Старій Сеняві збудувала Анна Цецилія Радивіллова. Палац був двохповерховий, прямокутний за поземним планом. Палац зі сторони під'їзду не мав підмуровки, через що здавався низьким, це враження підкреслювалося також надто низьким розташуванням вікон фронтальної сторони. З фронтальної сторони на невисокій терасі був розташований портик з чотирма колонами іонійського ордеру.

## Сучасний стан
Всі оздоби палацу були знищені, а сама будівля пристосована під лікарню.

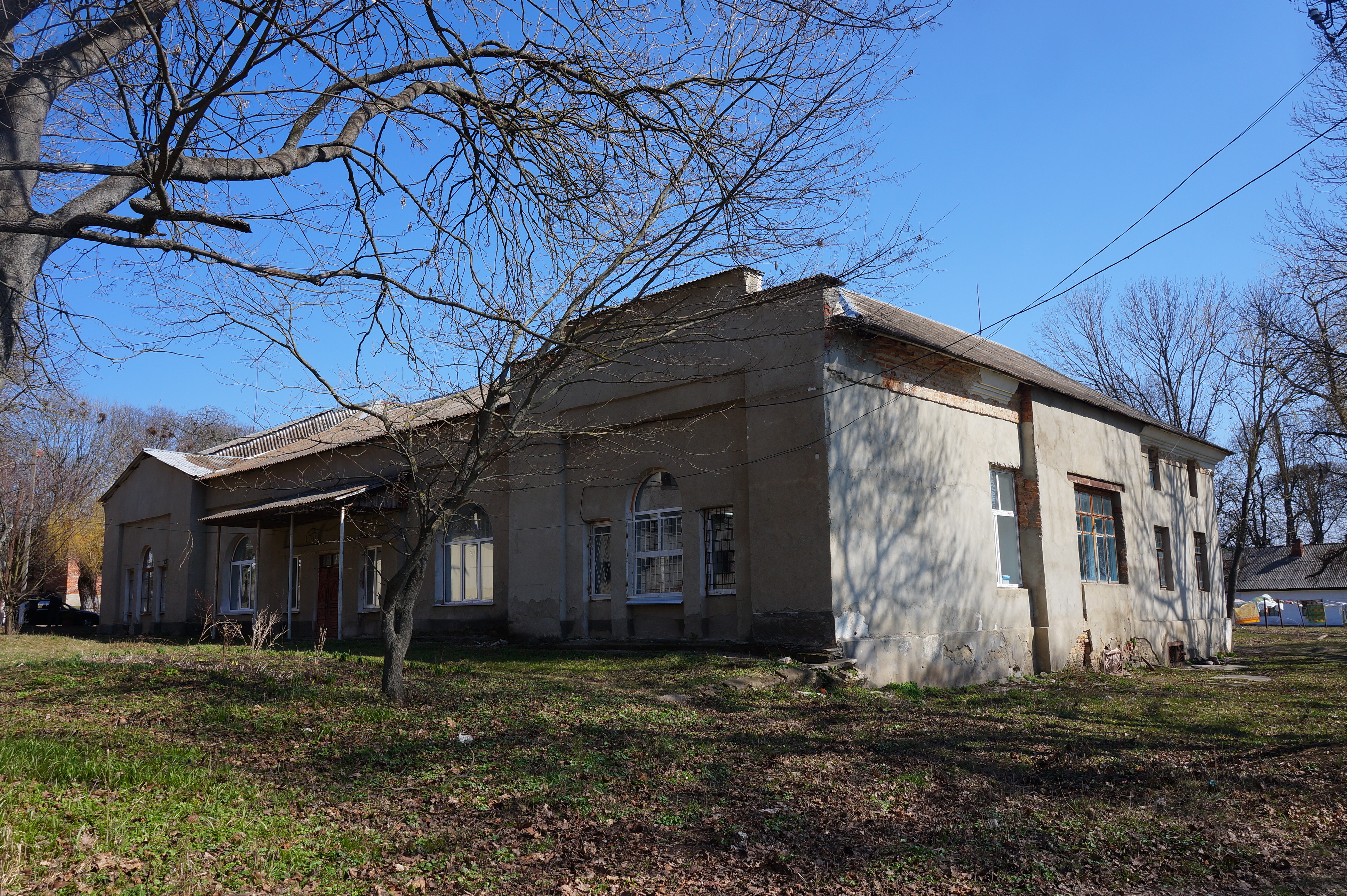
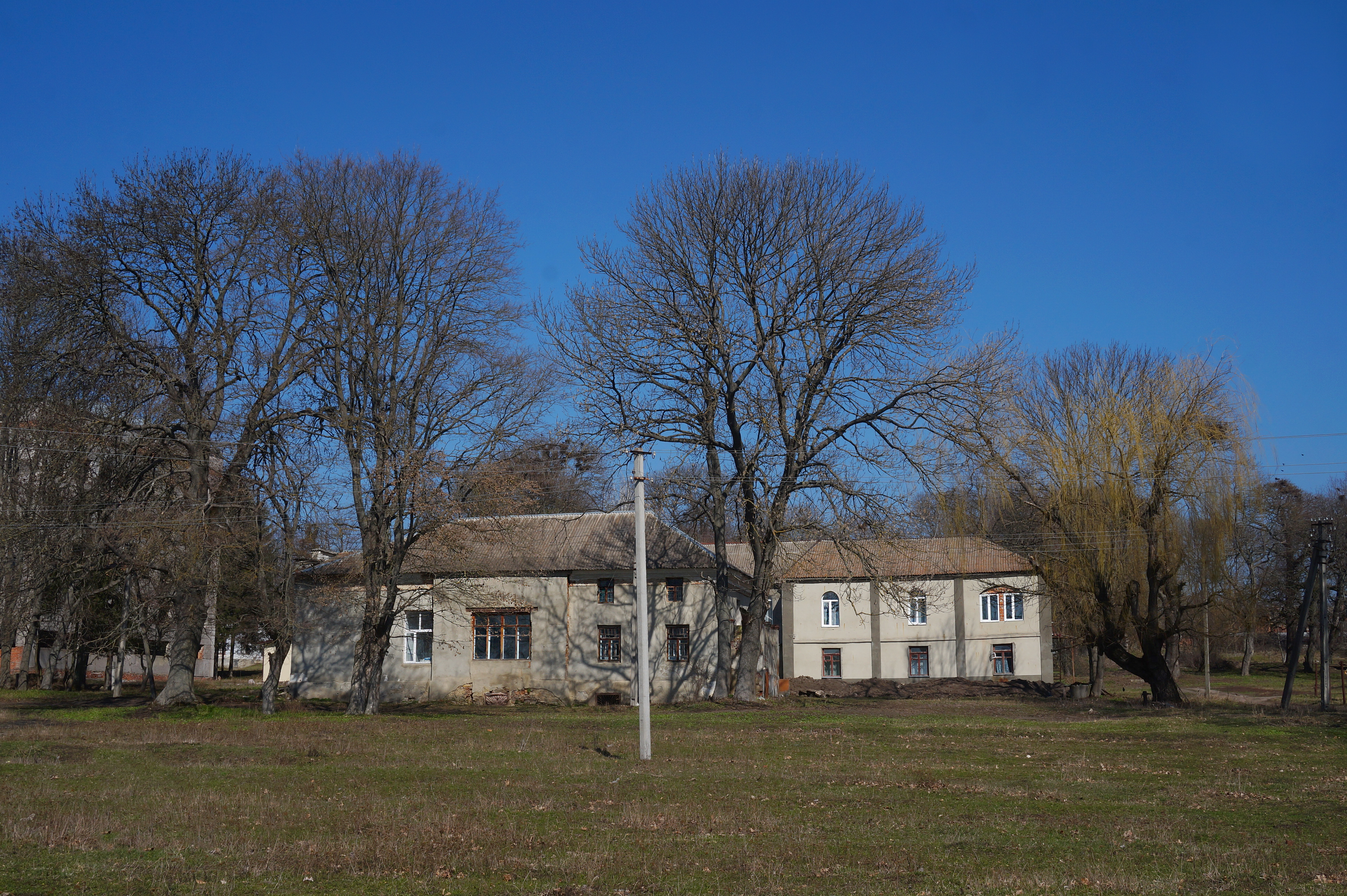
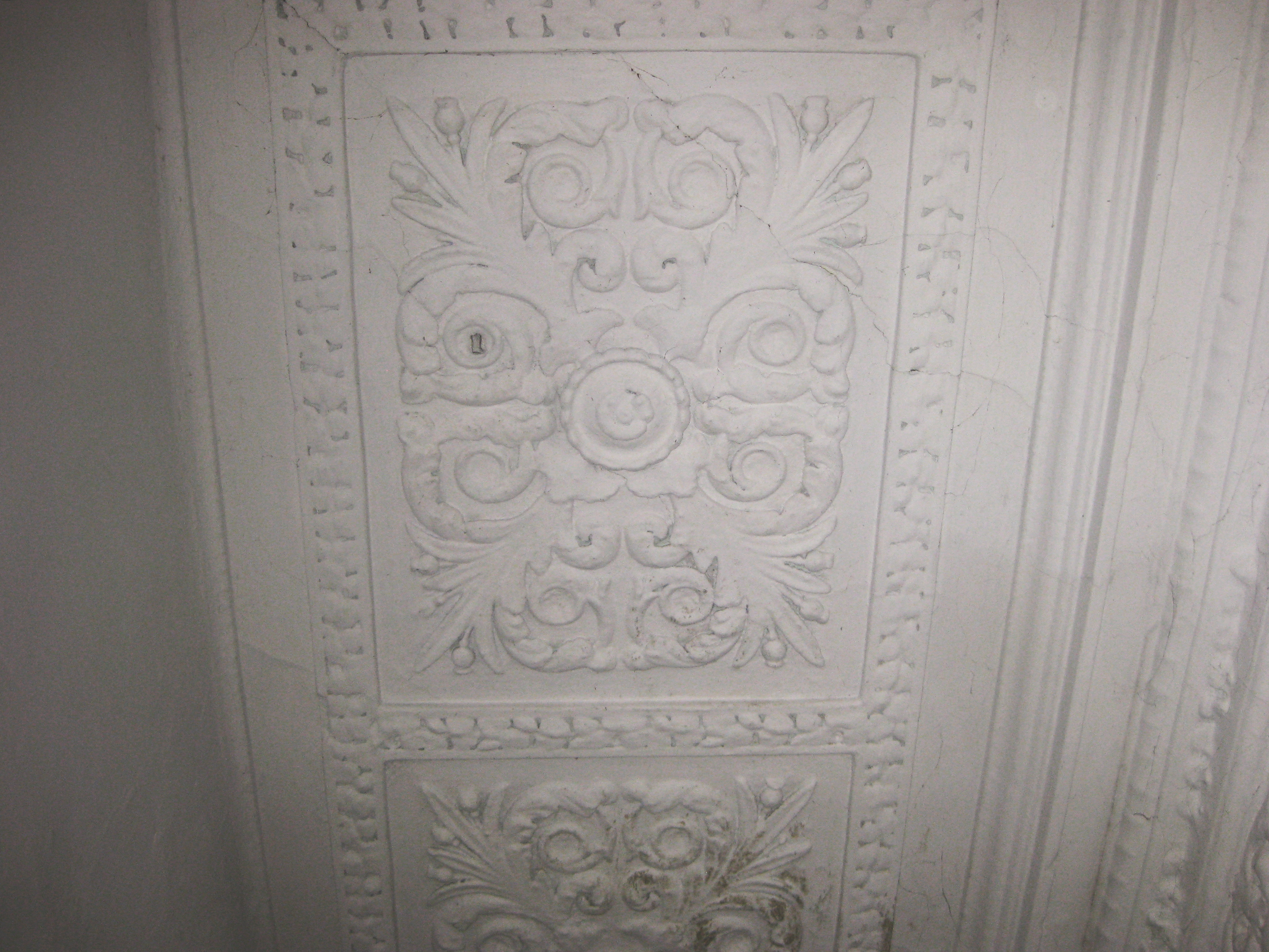
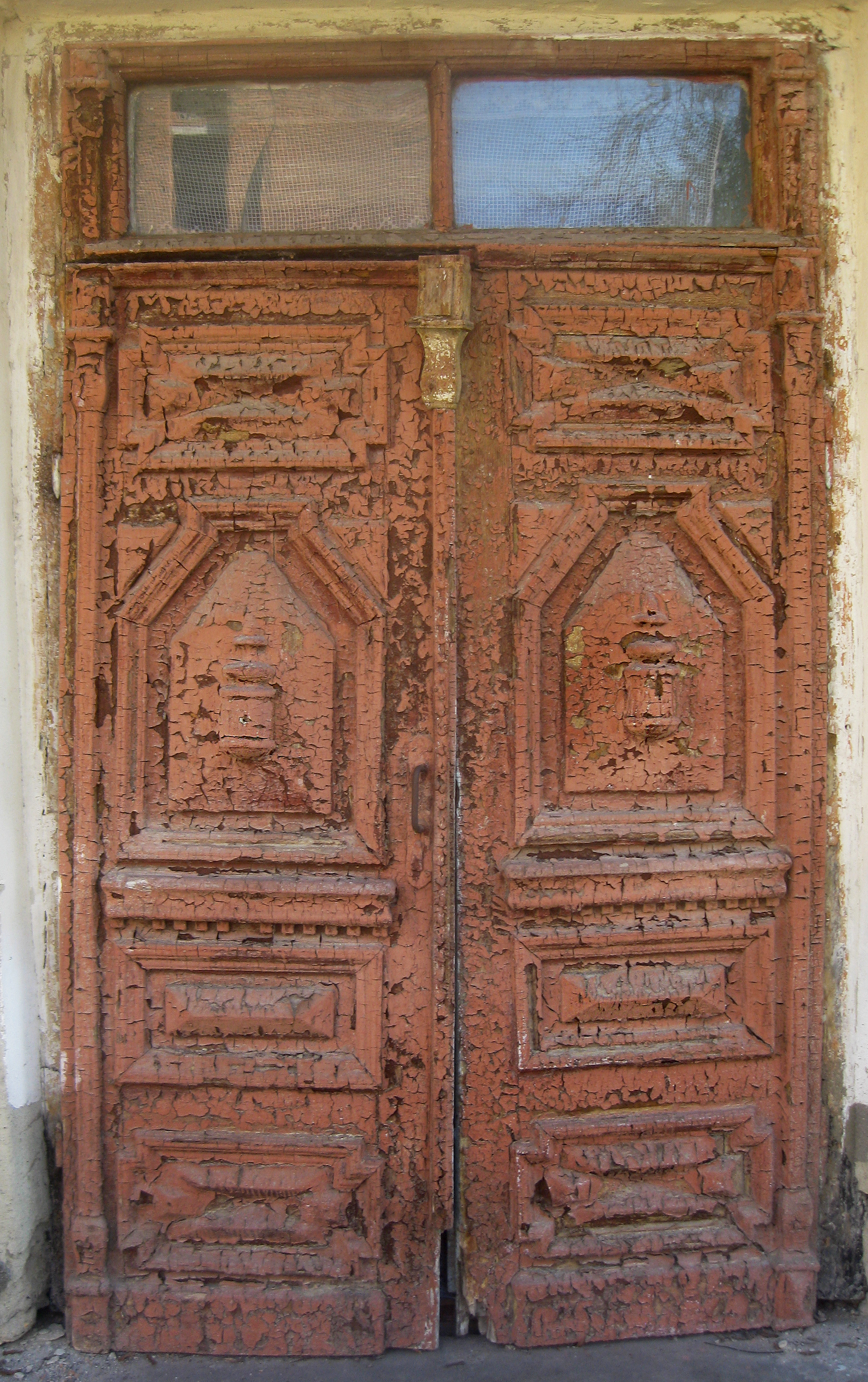
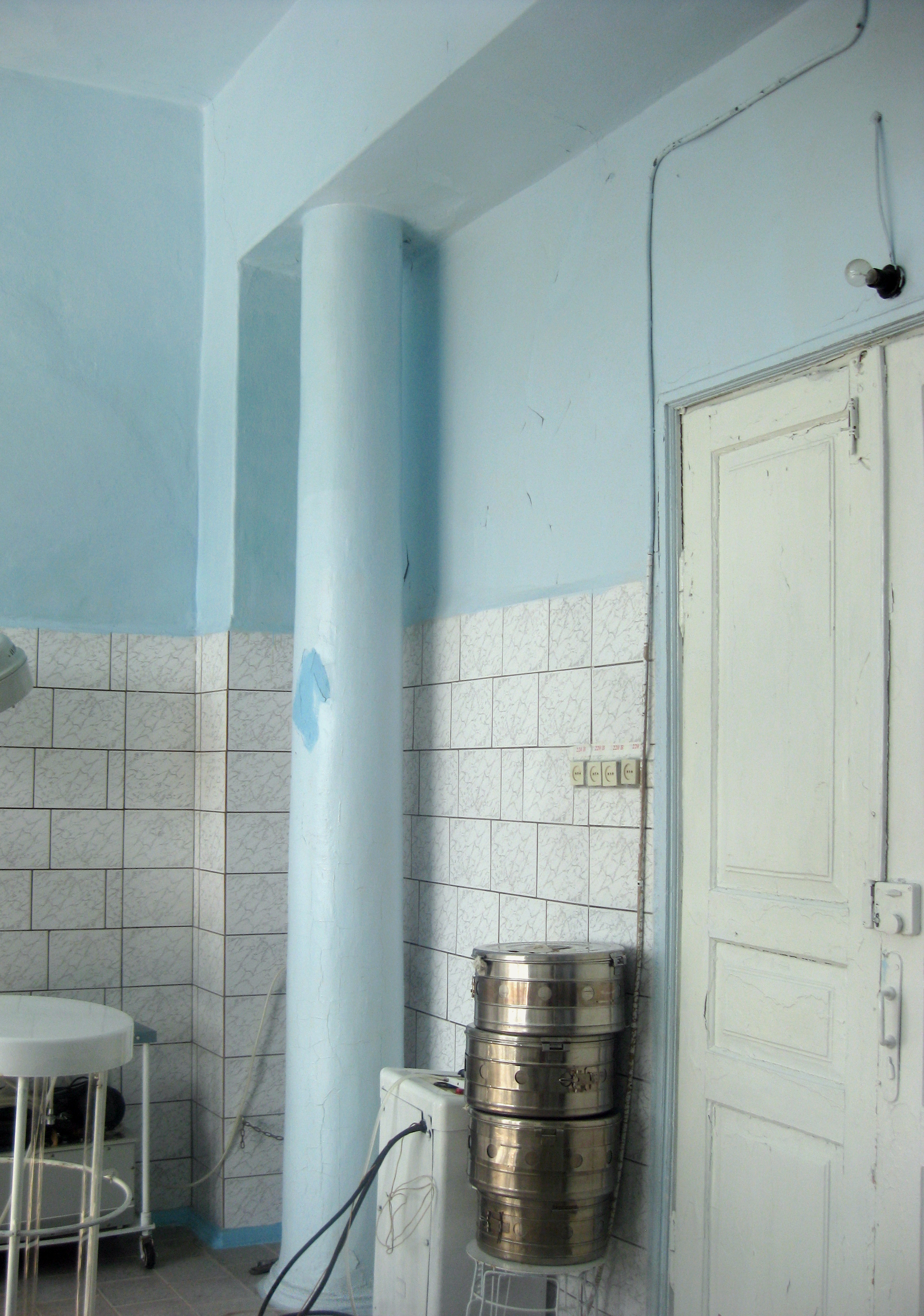